# Chactas choroniensis
Espèce
Chactas choroniensis est une espèce de scorpions de la famille des Chactidae.

## Distribution
Cette espèce est endémique de l'État d'Aragua au Venezuela. Elle se rencontre vers Girardot dans le parc national Henri Pittier.

## Étymologie
Son nom d'espèce, composé de choroni et du suffixe latin -ensis, « qui vit dans, qui habite », lui a été donné en référence au lieu de sa découverte, Choroní.

## Publication originale
- González-Sponga, 1978 : Chactas choroniensis (Scorpionida: Chactidae) nueva especie del Parque Nacional “Henri Pittier”, Estado Aragua, Venezuela. Monografías Científicas Augusto Pi Suñer, Instituto Universitario Pedagogico de Caracas, vol. 10, p. 1-18.